# Česim
Česim (en cyrillique : Чесим) est un village de Bosnie-Herzégovine. Il est situé dans la municipalité de Konjic, dans le canton d'Herzégovine-Neretva et dans la fédération de Bosnie-et-Herzégovine, une partie de son territoire se trouvant dans la municipalité de Nevesinje. Selon les résultats du recensement bosnien de 2013, il ne compte que cinq habitants, tous serbes et résidant dans la partie située dans la municipalité de Nevesinje,.

## Démographie

### Évolution historique de la population
| 1948 | 1953 | 1961 | 1971 | 1981 | 1991 | 2013 |
| ---- | ---- | ---- | ---- | ---- | ---- | ---- |
| -    | -    | 52   | 20   | 3    | 0    | 5    |

|  |